# Liebe bis in den Mord
Liebe bis in den Mord ist ein deutscher Krimi des Regisseurs Thomas Nennstiel und des Drehbuchautors Jürgen Werner. Die Hauptrollen spielen Felicitas Woll, Gabriel Raab, Thomas Unger und Gisela Schneeberger. Die TV-Premiere war am 19. September 2016 im ZDF.

## Handlung
Am Abend der Geburtstagsfeier ihrer zukünftigen Schwiegermutter wird Sonja von ihrem Jugendfreund Adrian, mit dem sie als 15-Jährige die ersten Küsse ausgetauscht und ewige Liebe geschworen hatte, auf dem Nachhauseweg vergewaltigt. Nachdem Adrian ihr eröffnet, dass er sie immer noch liebe und sich nur genommen habe, was ihm zustehe, verschwindet er. Die traumatisierte Sonja schleppt sich zu ihrer Schwester Birgit, die ihr rät, die Tat nicht zur Anzeige zu bringen, da ihre angehende Schwiegermutter Katharina sie ohnehin ablehne und sie dadurch möglicherweise ihren Verlobten Thomas verliere.
Fünfzehn Jahre später ist Sonja glücklich mit Thomas verheiratet und hat eine 15-jährige Tochter namens Anna. Thomas ist inzwischen gemeinsam mit seiner Mutter Geschäftsführer der örtlichen Molkerei. An die angespannte finanzielle Lage des Unternehmens ist das Schicksal zahlreicher Familien des Dorfes geknüpft. Thomas wendet sich an seinen Bankberater Siegfried Westphal, als unverhofft Adrian auftaucht. Der hatte ein erfolgreiches Unternehmen gegründet, das er gewinnbringend verkauft hat und sein Vermögen nun in die örtliche Molkerei investieren will. Katharina und Thomas sind hocherfreut über die ungeahnte Möglichkeit zur Rettung des Unternehmens, und Thomas lädt Adrian spontan zum Abendessen ein. Sonja ist von der Überraschung geschockt, vor allem als Adrian beim Abendessen freimütig erzählt, er sei vermutlich der Vater von Anna, da er und Sonja vor 15 Jahren ein heimliches Verhältnis gehabt hätten. Thomas, der die Wahrheit nicht kennt, setzt Adrian vor die Tür und stellt Sonja zur Rede, doch sie tut die Geschichte als Lüge ab.
Bald weiß das ganze Dorf von den Gerüchten um die angebliche Vaterschaft, was Katharina zum Anlass nimmt, heimlich eine DNA-Analyse von Adrian und Anna durchführen zu lassen. Das Ergebnis bestätigt die Vaterschaft von Adrian, woraufhin Sonja die damalige Vergewaltigung gesteht und Adrian anzeigt. Thomas hält zu ihr, während Katharina sie umso mehr ablehnt. Sie war stets gegen Sonja, die aus einfachen Verhältnissen stammt und Katharina nicht gut genug für ihren Sohn erschien. Die Dorfpolizistin Baumgartl befragt Sonjas Schwester zu den Geschehnissen vor fünfzehn Jahren, doch Birgit sagt aus, sie könne sich nicht genau an einen Missbrauch erinnern. Auch das Schicksal ihres Hofes ist von der Molkerei abhängig. Adrian tut zwischenzeitlich alles, um Sonja und Anna für sich zu gewinnen. Da von seiner Investition in die Molkerei viele Arbeitsplätze im Dorf abhängen und Sonja ihn loswerden möchte, hat sie bald das ganze Dorf gegen sich.
Schließlich kommt Thomas bei einem mysteriösen Motorradunfall ums Leben. Sonja ahnt, dass Adrian den Tod ihres Mannes verursacht hat. Da sie aber weder dafür noch für den Missbrauch Beweise hat, scheint ihre Situation hilflos. Sie geht daher in die Offensive und lädt Adrian zum Abendessen ein. Polizistin Baumgartl bringt inzwischen in Erfahrung, dass Adrian seinen Mietwagen gewechselt hat, da er damit angeblich beim Einparken einen Lackschaden verursacht hat. Sie lässt den Mietwagen und Thomas’ Motorrad untersuchen und erkundigt sich nach Adrians Vorleben. Dieser hat vor einiger Zeit Frau und Tochter bei einem Unfall verloren. Beide sahen Sonja und Anna zum Verwechseln ähnlich. Mittlerweile liefert Birgit Sonjas Kleidungsstücke von damals, die sie heimlich in einem alten Schrank aufbewahrt hat, bei der Polizei ab.
Abends beim Essen scheint Sonja Adrian zunächst verführen zu wollen, provoziert ihn dann jedoch, offensichtlich mit dem Ziel, dass er sie erneut vergewaltigt und sie somit endlich einen Tatbeweis hätte. Als Adrian sie mit einem Messer bedroht, schlägt sie ihn mit einer Vase nieder, rennt nach oben und sucht das Gewehr von Thomas. Da erscheint Birgit und wird von Adrian mit dem Messer als Geisel genommen. Sonja stellt ihn mit dem Gewehr, als die Polizistin auftaucht und ihn festnimmt. Aufgrund ihrer erfolgreichen Recherche, Sonjas alten Kleidern mit den Spuren jener Nacht und Birgits Geiselnahme hat sie nun genug Beweise für Adrians Schuld.
Schlussendlich gründet Sonja als neue Geschäftsführerin, gegen den Willen von Katharina, mit der Bank und den Bauern eine Genossenschaft und kann so die finanzielle Schieflage der Molkerei abwenden, und Anna leitet die Versöhnung von Katharina und Sonja ein.

## Kritik
„Neben Felicitas Woll überzeugt besonders Gabriel Raab mit einer provozierenden Mischung aus Boshaftigkeit und souveränem Selbstbewusstsein. Gisela Schneebergers Rolle hätte vielleicht noch etwas mehr hergegeben, sie bleibt als böse Schwiegermutter etwas zu schematisch. Den guten Eindruck, den der Film hinterlässt, trübt das aber nur unwesentlich. Für eine hohe Spannung spricht schon, dass man als Zuschauer den schönen Bergpanoramen, die im Handlungsverlauf immer wieder auftauchen, kaum noch Beachtung schenkt, weil Sonjas Schicksal viel zu stark fesselt.“

„Die Gisela Schneeberger orgelt ein bisschen sehr die böse Alte vom Dienst herunter, und Gabriel Raab als Vergewaltiger und Wiedergänger lässt seinen Adrian dermaßen zwischen Hochglanzcharmeur und Bilderbuchschurken changieren, dass die Stanze von Weniger-wäre-Mehr passgenau ist. Das alles fällt schon ins Gewicht, doch nicht so stark, dass der Film ins Minus gedrückt wird. Die Produktion ist zweifelsfrei besser als der effektheischende Titel Liebe bis in den Mord – Ein Alpenthriller.“